# Környezetpszichológia
A környezetpszichológia az ember és környezete közötti kapcsolatot vizsgálja.
Fő kérdése, hogy az embert körülvevő fizikai környezet hogyan befolyásolja az emberek érzelmeit, gondolatait és viselkedését. A környezetpszichológia egy multidiszciplináris terület, amely számos más terület eredményeit is felhasználja, ilyen például a földrajztudomány, az esztétika, az antropológia, a pszichológia, a történelem, a szociológia és az építészet.

## Története
A környezetpszichológia gondolata a hatvanas évek végén alakult ki. Első hivatalos szervezete az USA-ban jött létre 1968-ban, amelynek ma is működő utóda az Environmental Design Research Association (EDRA). 1969 óta létezik az Environmental and Behaviour című folyóirat, 1980-ban létrehozták az első Környezetpszichológiai Tanszéket Lundban, Svédországban. A tudományág elnevezésével kapcsolatban viták bontakoztak ki, így természet-szociális tudománynak, természet-viselkedés tudománynak, építészeti pszichológiának, környezet-viselkedés tudománynak, környezetszociológiának, szocioökológiának, természet design kutatásnak, viselkedésföldrajznak, ökológiai pszichológiának, vagy ökopszichológiának is nevezik. Ezek között az elnevezések között vannak felcserélhetőek, de vannak olyanok amelyek egy specifikus ágazatra utalnak ezért egymással nem cserélhetőek fel.
Magyarországon a környezetpszichológiával kapcsolatos művek körülbelül az ezredforduló óta jelennek meg Dúll Andrea, Séra László, Kovács Zoltán és Urbán Róbert tollából. A környezetpszichológia ma már Magyarországon is a pszichológusképzés része az Eötvös Loránd Tudományegyetemen, SZIE Ybl Miklós Építéstudományi Karon és a Debreceni Egyetemen. A Budapesti Műszaki Egyetem Építészmérnöki Kar Doktori és Mesterképzésében, a Villamosmérnöki Kar Orvosbiológiai Mérnökképzésében oktatják posztgraduális szinten a hallgatóknak a környezetpszichológiát.2005-ben Dr. Dúll Andrea elnökletével megalakult a Környezetpszichológiai Szekció a Magyar Pszichológiai Társaság keretein belül.

## Proxemikák
Az 1950-es évek közepén Edward T. Hall antropológus megírta Rejtett Dimenziók című könyvét amelyben a tér használatában rejlő kommunikációs lehetőségeket kutatja. A kommunikációban négy egymástól különböző jelentőségű távolságot határoz meg. Ezeket proxemikáknak nevezi el.
- 1. intim			0 – 0,5 m
- 2. személyes		0,5 – 1,2 m
  - a) közeli		0,5 – 0,75 m
  - b) távoli		0,75 – 1,2 m
- 3. társadalmi		1,2 – 3,6 m
  - a) közeli		1,2 – 2,1 m
  - b) távoli		2,1 – 3,6 m
- 4. közéleti		3,5 – 7, vagy annál több méter, de a látóhatáron belül.

A tér használatában megkülönbözteti a teoterális és az egyéni elvet. A különböző kultúrkörök között nagy különbségek vannak az interperszonális kommunikációban (pl. az interperszonális távolság a skandináv országokban nagy, a melegebb éghajlatokon kisebb, ami a népsűrűség függvénye is lehet).
A beszélgető partner interperszonális tere fontos (pl. nekitámaszkodok a kocsimnak, mert így az én interperszonális teremben lesz, ezáltal reprezentálja a tulajdoni viszonyt).
Teoterális elv: A saját terület védelme. Evolúciós termék (az állatoknál a kisajátítási ösztön). Számos megnyilvánulása lehetséges (pl. országhatárok meghatározása, kerítés két ház között, közhelyeken személyes jelzések, amelyek az időleges terület-kisajátítás jogát kívánják üzenetként közvetíteni).

## Alkalmazások

### Hatások az épített környezetre
A környezetpszichológia hatással van az épített környezetre, befolyásolja a mérnökök, az építészek, a belsőépítészek és a várostervezők munkáját egyaránt (például az olyan létesítmények tervezésénél, ahol fontos az emberekre gyakorolt (esetlegesen manipulatív) hatás (kaszinók, bevásárlóközpontok stb.).

### A tömeg
A környezetpszichológusok szerint a tömeg hangulatromboló hatással tud lenni az emberekre, stresszhez, sőt betegségek kialakulásához is vezethet. Ebből kifolyólag az épületek tervezésénél törekedni kell a tömeg-effektus minimalizálására, főleg azokon a helyeken, ahol elkerülhetetlen, hogy sok ember legyen (pl. egy nagy bevásárlóközpontban).

### Zaj
A zajnak szintén stressznövelő hatása van. A stressz mértékében közrejátszik a kontextus, a hangmagasság, a hangforrás és a zajos környezethez való hozzászokás is.

### Személyes tér
A személyes tér kialakítása segít a tömeg által kialakított stressz mérséklésében. Egy elkerített személyes tér családi fényképekkel egy biztos pont, ahol a tömeg és az egyéb hatások személyes kontroll alá kerülnek.